# 2024年韓國戒嚴
2024年12月3日22時許，時任韓國總統尹锡悦在首尔发表紧急电视谈话，表示以共同民主黨为首的国会反对党為「親北韓勢力」並透過「反國家活動」癱瘓政府，據此宣布全國戒嚴。此次戒嚴因發生於12月3日，也被稱為一二·三紧急戒严事态（韩语：／）或“12·3”紧急戒严（韩语：／?）。本次戒嚴為自1980年全斗焕发动5·17政變，建立第五共和國军事独裁以来，韓國首次宣布戒嚴。戒严令生效后，当局在国会议事堂部署军队，阻止國會议员进入，并与示威者发生冲突。军队甚至一度进入大楼内，试图逮捕议员。
事件引發韓國國內強烈反應，包括執政黨國民力量、反對黨共同民主黨及各工會組織均反對戒嚴令，大批民眾發動抗議並阻擋戒嚴部隊進入國會。12月4日凌晨1時左右，韓國國會召开会议，当时已进入國會議事堂的190名议员全票通过决议，宣布总统颁布之戒嚴無效。當中172名議員為反對黨議員、18名議員為執政黨國民力量議員。国会投票结束后，总统尹锡悦宣布将解除戒严令，但国防部长金龍顯称戒严令将继续生效直至总统正式解除。同日4时27分，尹錫悅發表公開演說，宣布将召开内阁会议并解除戒严令，但因时间正处凌晨，无法以法定人数召开内阁会议，故戒嚴令未能立即解除。4时30分，韩国国务会议（内阁）通过解除戒严令，随后戒严司令部解散，戒严部队撤回原驻地。
事件隨即引發一連串的政治危機。韩国总统室首席秘书、室长等高级幕僚陸續提出辞职。12月4日下午，6个在野党联合向国会提交弹劾尹锡悦动议，同月6日至7日投票表决，但第一次則未通過；参与戒严的国防部长金龍顯亦被在野党发起弹劾，随后自行辞职。12月5日，据传尹锡悦将在当日再次发表公开谈话，但其後總統室宣布他並未排入此行程。12月7日，尹锡悦終出面對國民道歉，並強調不會二度戒嚴。後續在同月14日的第二次動議中，被多數議員投票彈劾，並送至憲法法院審議。
2025年1月9日，韩国宪法法院事务处长金正元表示，紧急戒严时颁布的戒严布告令不符合韩国宪法。1月15日，韩国高级公职人员犯罪调查处在第二次拘捕行動中正式逮捕尹锡悦。经逮捕必要性审查，首尔西部地方法院法官车恩京正式对尹锡悦进行签发逮捕令。之後憲法法院舉行一共11場庭審辯論，最終憲法法院在4月4日裁定尹錫悅違憲、解除其總統職務，尹錫悅成為繼朴槿惠後第二位被彈劾下台的韓國總統。

## 背景

2024年5月舉行的南韓國會選舉結果。尹錫悅所屬的執政黨國民力量（紅色）在幾個主要城市均大敗，延续了「朝小野大」的局面。

### 政治情況
2022年5月，韓國保守派政黨國民力量的總統候選人尹錫悅在選舉中當選，以0.7%的優勢，擊敗在野黨共同民主黨魁李在明，是韓國自1987年直選總統以來，勝選優勢最少的一次。尹錫悅上任之後民望一直低迷，連串醜聞令民望不斷受挫，11月的民調甚至尋底至17％。其妻子、第一夫人金建希一直面臨受賄、操控市場、干政等指控。
2024年大韓民國國會選舉中，執政黨國民力量慘敗於進步派的共同民主党，維持執政以來「朝小野大」的局面。在戒嚴事件發生的同一週，反對黨透過議員比例優勢，先後大幅削減了政府及執政黨提出的預算請求，並且著手彈劾政府內閣官員。自尹錫悅上任以來，在野黨已發動22次對政府機關首長的彈劾案，其中10次彈劾案是在2024年國會選舉結束後發起，弹劾對象包括监查院院长崔载海。

### 早期計畫
在检方质询过程中，前國軍防諜司令吕寅兄陆军中将作证称，尹锡悦总统于2023年12月下旬首次提出采取“紧急措施”解决“棘手社会问题”，吕中将认为这指向流产的戒严计划。2024年3月底，尹锡悦邀请时任国防部长申源湜、国家情报院长赵太庸、总统警卫处长金龍顯共进晚餐，席间明确表示将“于近期颁布戒严令”。申源湜和赵太庸当场表示反对。因担忧戒严实施问题，申部长在晚宴结束后立即私下致电金龍顯处长与时任反间谍司令吕寅兄，商讨如何阻止此类行动。呂中将补充道，在2024年4月国会选举国民力量党惨败后，尹锡悦提及戒严令的频率显著增加。最终申源湜被调离国防部长职位转任国家安保室长，而金龍顯于2024年9月接任防长。
2024年12月27日公开的金龍顯起诉书披露，自2024年3月起尹锡悦总统与前防长金龍顯、司令官吕寅兄等人举行了约10次会议，核心议题均为实施戒严令。检方调查显示，这些会晤中反复讨论通过戒严手段镇压反政府集会、控制国民议会等具体方案。

### 挑釁北方
2024年5月，朝鲜开始向韩国投放装载垃圾的气球，以回应韩国组织“自由北韓運動聯合”向北方散发的宣传气球。同年10月，朝鲜指控韩国军方在平壤上空投放宣传传单无人机，韩国军方表示无法确认此事。
12月，韩国国会国防委员朴範界援引军方消息人士称，国防部长金龍顯策划了无人机事件以激化南北紧张局势，并指國軍防諜司令部直接参与该事件。情报委员李基贤表示已证实金龍顯曾命令联合参谋本部议长金明秀海军上将“对朝鲜飘来的糞便气球发射警告射击后实施源头打击”，但联参发言人予以否认。李基贤称尹锡悦总统与金龍顯试图通过制造“局部战争”为戒严令铺路。金明秀上将拒绝执行命令后遭金龍顯辱骂，李基贤推测这导致金龍顯改任陆军参谋总长朴安洙为戒严司令官，按惯例此职本应由金明秀担任。
在12月1日（宣布戒严前两日），韩军召集上校级指挥官戒备“朝鲜即将发动的挑衅”，國軍防諜司令吕寅兄下令准备应对“严重的朝鲜糞便气球事态”。
警方调查戒严令期间，在安山市前國軍情報司令部长卢相元（预备役陆军少将）住宅笔记本中发现备忘录，详细记载了通过在北方界線制造事端激怒朝鲜的计划。2025年2月14日，《韓民族日報》披露该笔记本还载有拘押约500名公众人物、废除总统任期限制以使尹锡悦可连任三届的密谋。

### 戒嚴疑雲
1961年5月，朴正熙發動五一六軍事政變，廢止憲法，以軍政府取代第二共和國。朴正熙政府主導韓國歷史上首次全文修憲。第三共和國憲法於1962年12月立法並生效:82,88。自此，《大韓民國憲法》即有明定、授權總統宣佈戒嚴的條款，經少量修改，沿用至今。
現行的韓國憲法最後一次修改於1987年10月:88。憲法第77条授權韓國總統在戰爭、事變等緊急情況下宣布戒嚴（第1款），惟須立即通知國會（第4款）。宣佈緊急戒嚴（／ bisang gyeeom）時，可取消對搜查令的要求，並管制言論、出版、集會、結社自由，及政府、法院的行政、司法權（第3款）。国会过半数议员要求解除戒严时，須解除戒严（第5款）。:92
最後一次全文修改於2011年6月的韩国《戒严法》授權总统在戰爭、事變等國家緊急狀況下，與敵人處於交戰狀態，或社會秩序受到嚴重擾亂，行政及司法職能難以履行時，宣布緊急戒嚴，惟須经國務會議（即内閣）审议（第2条），且須立即通知国会:95。若国会处于休会期间，总统須立即要求国会召开会议（第4條）。总统宣布戒严时，須宣布戒严的理由、种类、实施时间、实施地区及戒严司令官（第3條）。國家狀況恢復正常或國會要求解除戒嚴時，總統須經國務會議審議，立即解除戒严并宣佈（第11條）。戒严期间，国会议员除非现行犯罪，不得被逮捕或拘留（第13條）。
尹锡悦在2022年上任后，迅速任命了7名高级将领，包括聯合參謀本部议长及陆海空三军的参谋总长。同年，他任命了冲岩高等學校时的校友李祥敏为行政安全部部長。2023年11月7日，尹锡悦任命又一位高中校友呂寅兄担任國軍防諜司令部司令。2024年8月12日，尹锡悦提名时任总统警卫处长、又一位高中校友金龙显为新任国防部长。之后，金龙显邀请首防司、特战司與防谍司令在漢南洞官邸会面。种种巧合使共同民主党等在野党的议员怀疑尹政府可能实施戒严令，其中领头的是共同民主党骨干金民錫；他还将金龙显类比经历相似的車智澈。对此，总统府反驳称这是纳粹式的煽动，国防部及执政党國民力量称其为政治煽动。尽管承受怀疑，金民錫于9月20日的国会上，引用知名电影《首爾之春》，提出了“首尔之春4法”，希望修法以保障国会议员权利，避免戒严被滥用。

## 发展

### 部隊動員
2024年12月2日，在戒嚴實施的前一天，第707特殊任務團等部队接到命令，取消所有原定的戶外訓練，改為在駐地待命。12月3日，第707特殊任務團原定的聯合演習及戰術評估取消，改為專注於檢查出动裝備等部署準備工作。12月3日下午，韓國國防部長金龍顯主持召开全军主要指挥官会议，并指示全军加强戒备；有消息人士透露金龙显建议韓國總統尹锡悦实施戒严。
韓國時間17时00分，隶属于韩国陆军特战司令部的特种部队，包括第707特殊任务团及第13特殊任务旅，接到命令为在孤立区域的活动做准备。一名不愿透露姓名的军事官员报告称，当时朝鲜军队并没有任何动向，而特种部队正是接受过针对这种情况的训练。
18时20分，韩国国家警察厅长赵志浩接到来自总统办公室的命令要求“保持待命”。在12月5日国会的一次委员会质询中，赵厅长表示，在戒严计划公布前，他对此毫不知情。20时左右，第707特殊任務團成員陆续收到出动通知与待命命令之简讯，內容指在北韓威脅下局勢嚴峻，可能需要立即部署，在实际作战中可能需要乘坐直升机执行任务。情况十分严峻，在本周或下周有可能需要实地出动，请随时做好准备。士兵須確保子彈等裝備可隨時使用，國防部會優先考慮調派第707特殊任務團執行任務。
共同民主黨議員兼前國家情報院副院長朴善源引述多名曾参与戒严的士兵報告，许多士兵在任务执行前被告知是因“北韓相关紧急情况”而被召集，误以为出动任务与“北韓相关威胁”有关，但當天深夜登上直升機前才知道要前往國會，实际与北韓无关，並對此感到驚慌。朴善源指軍隊指揮部欺騙第一線隊員，弄得像他們要投入與北韓有關的行動。朴善源表示由於有事前準備，策劃縝密，戒嚴部隊在宣布戒嚴後僅1小時便乘坐直升機抵達國會。
指挥部對各單位下達了系統性的命令，按單位分工制定了高度组织化的計畫。第707特殊任务团负责进入国会逮捕核心人物，及解散、驅散全體會議。行動期間，第1空降特戰旅在第707特殊任务团进入国会时负责外围警戒任务，第3空降特战旅负责保卫京畿道果川市B-1地下掩体的韩国戒严指挥所，特战司令部特种作战航空团利用UH-60黑鹰直升机进行兵力运输，首都防衛司令部軍事警察特殊任務隊作為預備隊，或負責扣押重要人物。
21时50分，各大广播电视台收到一条信息称“即将有政府紧急公告，请连线直播”。然而，负责报道总统办公室的记者卻被禁止进入新闻发布室。

### 宣布戒严
韓國時間2024年12月3日22时23分許，尹锡悦在總統室发表紧急講话，宣稱國會大量彈劾官員，癱瘓行政部門，濫擋預算，導致國家癱瘓，已成為破壞民主自由的怪物；為保護大韓民國不受「北方共产主义」，即北韓威脅，他宣布即起實施「緊急戒嚴」（韩语：／ bisang gyeeom，又譯非常戒嚴），並「剷除為非作歹的叛國勢力及亡國禍首」。這是繼1980年全斗焕发动5·17政變，宣佈戒嚴，建立军事独裁以来，韓國首次宣布戒嚴。《韓國時報》指尹錫悅及金龍顯並無依法召開內閣會議便直接宣布戒嚴，導致總理韩悳洙及其他官員對戒嚴完全不知情。
7分鐘後，韩国国防部隨即召開全軍指揮官會議，指示全軍加強緊急戒備及應變措施，营长级以上指挥官紧急待命，并指示国防部全体职员上班。韓國陸軍參謀總長朴安洙被任命爲戒嚴司令官。朴安洙在戒严结束后接受国会质询时称，自己在听到尹锡悦发表的紧急谈话后才得知戒严，在全军指挥官会议召开后才知晓自己被任命为戒严司令官。
12月3日23時25分，戒嚴司令部追溯性地發布自23:00起於全國範圍生效的《戒严司令部布告令（第一号）》。戒嚴令禁止国会、地方议会及政党活动，要求媒体及出版物必须接受戒严司令部管制，同时还禁止举行集会示威等政治活动，要求罷工中的醫護人員全部回歸崗位。戒嚴令稱將根據《戒嚴法》第9條，以戒嚴司令官特權，在沒有逮捕令的情況下逮捕、拘禁、搜查違反戒嚴令者，並依《戒嚴法》第14條予以處罰。

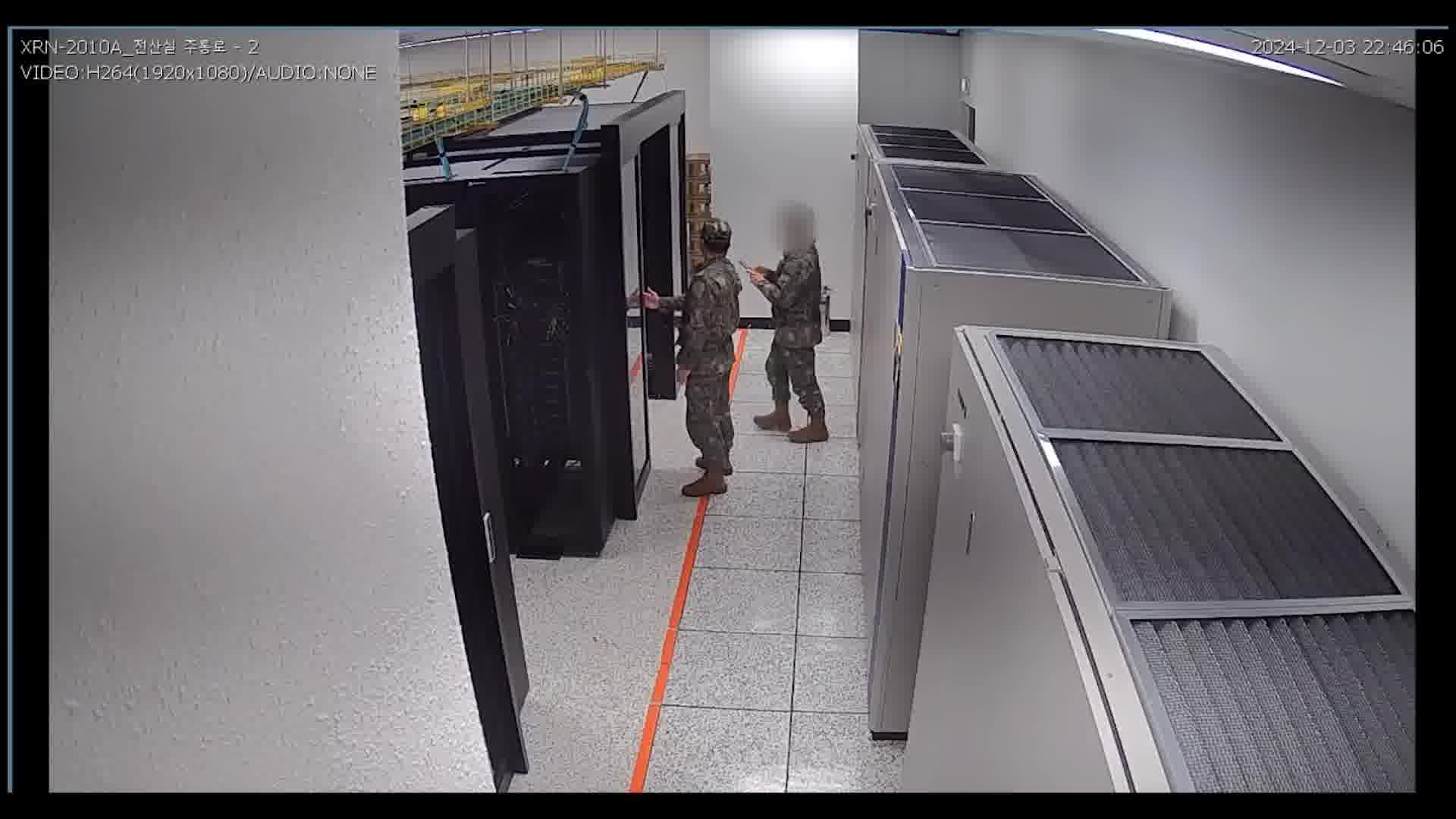
在南韓中央選舉管理委員會總部機房內的戒嚴軍士兵

在戒严令宣布后的6分钟内，约300名士兵被部署到位于果川市的中央選舉管理委員會總部、位於首爾冠岳區的中央選舉輿論調查審議委員會以及位於水原的選舉研修院等地，这些部队先于国会戒嚴部隊到达。約10名戒严士兵进入了中央選舉管理委員會總部，沒收了當值人員在內5人的手機，並監視他們行動，控制出入。其中有6人来到一楼的计算机房，对选民名单系统服务器进行录像。据前国防部长金龍顯称，這是為了調查選舉管理委員會在南韓國會選舉時是否有不正當選舉的情況。另外在0時30分，戒嚴司令部增派100多名戒嚴部隊進入中央選舉管理委員會的總部。

### 拘捕計畫
12月6日，執政黨国民力量党首韩东勋称，尹锡悦在宣布戒严当天指示其高中校友、國軍防諜司令吕寅兄以“反国家势力”为由抓捕个别政治人士，还为此动员情报机构。吕寅兄曾计划将抓捕的政治人士关押在果川市羁押场所。
韩国国家情报院第一次长洪壯源同日在国会的证词证实了该消息，表示尹锡悦于12月3日22时53分致电他，命令他与國軍防諜司令部合作，逮捕其政治对手，并表示希望趁这次机会逮捕他们并将他们彻底铲除，称会把防谍侦查权下放给国情院，要求国情院先向防谍司令部提供资金及人力协助。洪壯源随后作证称，國軍防諜司令吕寅兄中将向他提供了一份13人的逮捕目标名单，并提到“逮捕小组已经出动，但无法掌握他们的具体行踪”。洪壯源无法完全回忆起名单内容，根据洪壯源的记忆，逮捕名单包括共同民主黨黨魁李在明、國會議長禹元植、国民力量党首韩东勋、共同民主党最高委员金民锡、共同民主党院内代表朴赞大、共同民主党最高委员郑清来、祖国革新党党首曹国、“新闻工厂”主播金於俊、前大法院院长金命洙、金民錫議員之兄金民雄、前國家選舉委員會委員長權純一、一名选举管理委员及韩国劳总或民主勞總的委员长。
尹锡悦所属的執政黨国民力量党首韩东勋确认自己也在逮捕名单上，并指出尹锡悦计划将被捕的政治人物关押在首尔以南的果川拘留中心。洪壯源表示，他对吕寅兄的指令反应是认为总统已經失去理智，并拒绝执行命令，理由是国家情报院缺乏资源、人力，以及执行该命令的手段来实施此类命令。据悉，吕寅兄提出了分阶段逮捕第一批與第二批目标，并计划将他们拘留在防谍司令部设施中以进行调查。另有报道称，首尔冠岳区由首都防卫司令部管理的一个指定为应对朝鲜袭击的指挥中心掩体，以及一处軍事警察（憲兵）驻地也被考虑作为拘留地点。
洪壯源拒绝执行指令后，尹锡悦下令将其撤职，但國家情報院院长赵太庸对此命令予以搁置。同一份报告还指出，洪壯源接到命令是因为国家情报院院长赵太庸拒绝执行尹锡悦的逮捕名单。
赵太庸表示，国情院从未采取拘捕政治人士的任何行动或措施。他认为如果国情院要采取涉及戒严的措施，接到指示的对象应是院长而非其他人员。而且国情院没有反间谍侦查权限，也没有可用的人力。赵太庸透露在有关报道传出后，他亲自问洪壯源消息是否属实，而洪壯源則回答称是误报。赵太庸也指出有關更换第一次长洪壯源的建议也是根據自己的判断向总统提出，并未采納总统或总统室等任何一方的意见。
在戒严令宣布后不久，约有10名士兵封锁了金於俊的YouTube频道“新闻工厂”的工作室，而另一支军事部队则带着逮捕令前往他家。金於俊本人则逃往不明地点。军方还袭击了金於俊的民意调查机构Flower Research的服务器。

### 國會攻防
12月3日22時50分許，韓國國會被封锁，但之後被短暫解封。韓國警察廳廳長趙志浩稱朴安洙曾在23時30分通話要求「控制整個國會大樓」，因此之後在23時37分重新下令警察封鎖國會入口。
23時起，有示威者開始聚集在國會議事堂前，高呼反對戒嚴法等口號。戒严部队被部署到韓國國會議事堂，民眾開始阻擋，並與趕來的警察發生衝突。期間有民眾目擊有疑似三架军方的直升機在汝矣島附近運動場著陸，飞行过程中有持枪的戒严部队士兵空降进入国会。南韓國會事務總長金敏基後來公布影片，證實士兵進入建築物內。國防部亦承認，在12月3日23時48分至4日1時18分期間，出動24架直升機，运送230多名突擊兵到國會議事堂上空，其中第707特殊任務團有50餘人破窗闖入。時任國防部長金龙显稱，尹锡悦爲防止发生国民流血事件，因此先派出警察，军队至少在警察部署后1个小时后派出。12月4日，韓國共同民主黨議員朴善元稱，收到線報，宣布戒严後，約22時30分，第707特殊任務團全員上交手機，隨後配備霰彈槍、步槍、衝鋒槍、夜視鏡及破門工具，並有狙擊手支援，前往國會。12月5日，接受國會国防委员会质询時，國防部次長、代理部長金善鎬稱，當夜派出的第707特殊任務團沒有配備實彈。
在野黨共同民主黨得知該消息後，緊急命令黨內國會議員前往國會議事堂，但國會入口已被警察巴士封锁，禁止议员出入。韓國國會議長禹元植稱，韓國憲法規定當過半國會議員要求時總統須解嚴，而他表示將立即動用此權力。
共同民主党党首李在明在戒严宣布后直播，称“尹锡悦已不是韩国总统”，并表示《戒严令》违宪、无效、非法，呼吁韩国民众前往國會議事堂，保护国会。一名未具名的国会议员也表示，军方特种部队已进入国会大楼。由于国会入口被國會警備隊及永登浦警察署封鎖，李在明直播翻墙进入国会。韓國國會議長禹元植徒手翻過約一米的圍牆。其他國會議員也陸續成功進入國會。韓聯社報導稱，儘管入口被封鎖，国会议员、辅佐官、办事处职员、跑口记者确认身份后可通行。然而，韓國媒體Edaily報導稱，國會警衛隊隊長親自命令，禁止即使持有身分證的國會議員進入，並逮捕翻牆進入的議員。共同民主黨黨員、國稅廳前副廳長林光鉉顯示國會議員身分後，警察仍試圖制服林光鉉，導致其手指骨折。雖決議通過，因戒嚴無法立即解除，曾為醫師的同黨議員車智浩以木叉及薄紙為林光鉉製作臨時夾板。
12月4日0時47分，禹元植宣布召開全體會議。會議期間，戒嚴部队強行進入國會議事堂意图逮捕议员，大樓內的國會職員則築成人鏈、搬動家具堵塞入口，阻擋部隊進入。在國會議事堂外，大批民眾繼續以肉身阻擋軍車前進。共同民主黨發言人、前電視新聞台主播安貴朎在場時，被戒嚴部隊士兵舉槍指嚇。安貴朎隨後徒手抓槍口，阻擋士兵。現場未發生槍擊，無人死亡。
由於民眾的抵抗，陸軍特戰司令郭種根向戒嚴司令官朴安洙提議對民眾使用電擊槍及空包彈驅散，但朴安洙後經同聯合參謀本部戒嚴課長與隨行人員等4人討論後，決定拒絕他的提議，並打電話通知郭種根。

### 戒嚴解除

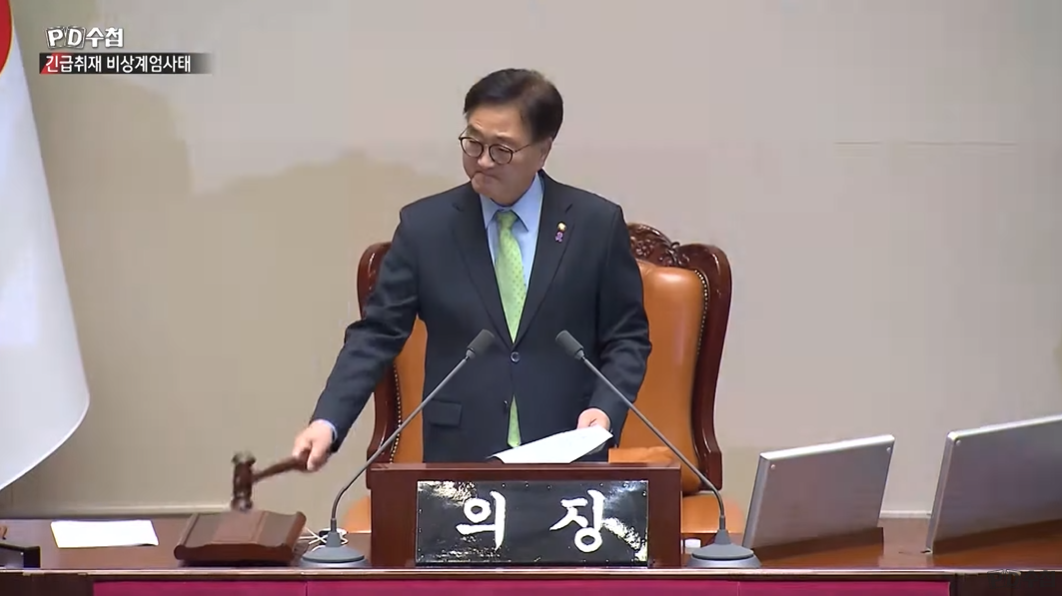
國會議長禹元植在全票通過廢除戒嚴令後，敲下議鎚

甫過翌日1時，国会以190票贊成全票通過解除戒嚴法案，國會議長室透過公告表示已通過解除戒嚴要求案，宣佈戒嚴令無效。在國會否決戒嚴令後，尹錫悅對首都防衛司令官李鎮雨說「即使被撤回，我也可以宣布第二次或第三次戒嚴，所以繼續努力吧」。
随后，禹元植亦正式向韓國總統尹锡悦與韩国国防部發出要求解除戒嚴的通知，同时要求進入國會的軍警立即離開國會。据美联社報導，有人看到警察與军人在投票结束后离开了议会。议长办公室后证实，军队已完全撤出国会。尹锡悦所屬的執政黨國民力量黨首韓東勳在國會通過解除戒嚴令後，聯同多名黨員一同見記者。他表示，戒嚴令的效力已經喪失，軍警繼續行使戒嚴令權力是非法的，他要求總統尹錫悅立即根據憲法宣佈解除戒嚴令。
12月4日0時49分，据YTN电视台报道，南韓軍方宣布將繼續維持戒嚴法令，直至總統另行下令。李在明表示，在总统解除戒严令之前共同民主党议员不会离开国会。国民力量议员也选择在议会等待。韩国大法院长曹喜大亦召開緊急會議討論局勢，審查相關規定與今後應對方案等，將審查國會通過決議解除戒嚴及總統頒布戒嚴令的效力等。駐守在中央選舉管理委員會總部的士兵提前於1時50分全部撤出大樓，警方則於上午7時撤出。
3時34分，总统尹锡悦對外表示，在國會通過撤銷戒严令后，他将尊重国会意愿，取消戒严令。隨後，韩国国务会议於4時30分通過解除戒嚴令的決議，同時，戒嚴部隊隨即返回基地。另外在戒嚴部隊離去時，有反恐隊員向現場民眾鞠躬致歉。

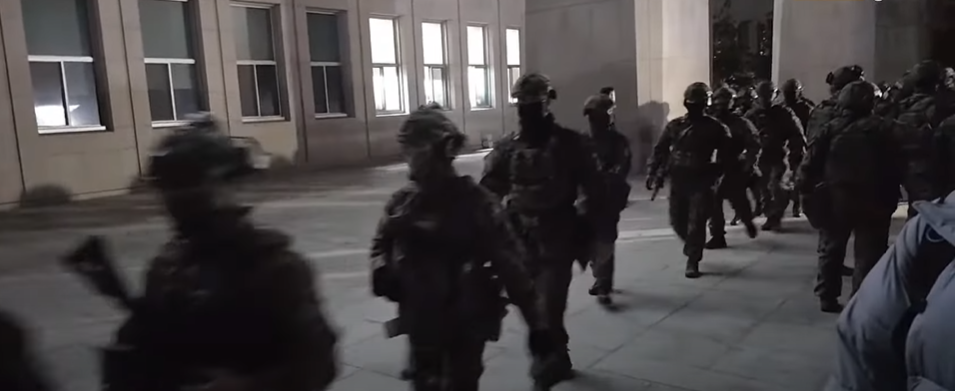
從國會撤離的戒嚴部隊
- 戒严部队撤离时，民众爆发出热烈的掌声與欢呼声

## 後續

### 追究责任
戒嚴事件後，韓國全國各地爆發大規模抗議、要求尹錫悅下台；在12月7日，有近15萬民眾在首爾集會抗議尹錫悅政府。在釜山市、大田市、光州市、大邱市、濟州道、蔚山市等多地也有爆發抗議，敦促尹錫悅下台、並嚴懲相關涉案人員。大部分韓國傳媒均譴責尹錫悅實施戒嚴，《韓民族日報》在頭版發表社論稱「尹某的軍事統治是對人民的背叛」，《朝鮮日報》稱尹錫悅此舉是「政治自殘」。高麗大學約370名教授和研究人員發表共同聲明呼籲彈劾尹錫悅；當地主要基督教和天主教組織均發聲明譴責尹錫悅的決定，要求他為事件承擔責任。同時也有保守派團體舉行集會，以支持尹錫悅。
12月9日，韩国法务部下令禁止尹锡悦出境，為韩国历史上首次有在任总统被禁止出境。此前，韩国高级公职人员犯罪调查处及檢察機關等皆向法務部提出禁止尹锡悦出境之申请。韩国国会之後在12月10日通过决议，要求迅速逮捕尹锡悦、金龙显、朴安洙等8名发动戒严的「首要分子」；当天韩国国会还通过了“尹锡悦内乱事态常设特别检察法案”（简称“内乱常设特检法”）。同時国家调查本部特别调查团逮捕警察厅长赵志浩以及首尔警察厅厅长金峰植。12月13日，首都防衛司令官李鎮雨因涉嫌在戒嚴時指揮部隊進入國會大樓，被韓國警方拘捕。

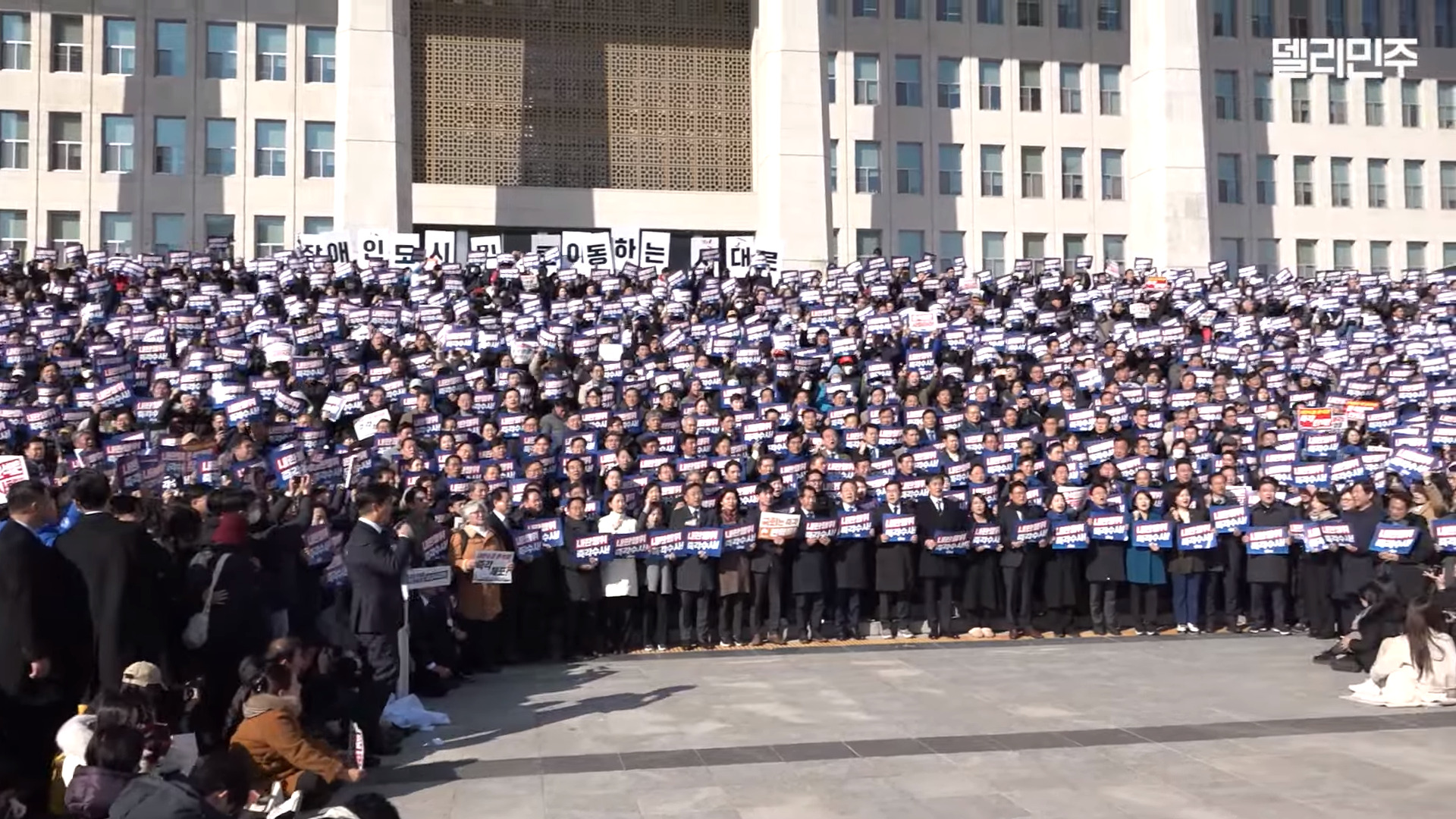
12月4日，在戒嚴令被廢除後，即有抗議活動要求尹錫悅下台

戒嚴結束後的12月4日，韩国总统秘书室首席秘书官韓午燮、總統秘書室長鄭鎮碩、国家安保室长申源湜、政策室长成泰胤以及首席秘书级别以上幕僚集体辞职。同日，國會議員提出彈劾國防部長金龍顯，他被指建议尹锡悦实施戒严。随后金龍顯請辭，在聲明中，金龍顯就散布混亂與造成困擾向公眾道歉，並表示他將對戒嚴令負起全部責任。12月5日，早先被任命为戒严司令官的韩国陆军参谋总长朴安洙表示已于12月4日向时任国防部长金龙显提出辞职。同日，尹锡悦接受金龍顯請辭，宣佈提名韓國駐沙烏地阿拉伯大使崔秉赫为国防部長候選人，拒绝朴安洙請辭。
執政黨國民力量領導層召開緊急會議，討論尹錫悅宣佈及解除戒嚴後的應對措施。包括國民力量黨代表韓東勳在內的多位與會者表示，對內閣總辭、解除國防部長金龍顯的職務達成共識，但對要求尹錫悅總統退黨的共識則存在分歧。

#### 彈劾、逮捕尹錫悅

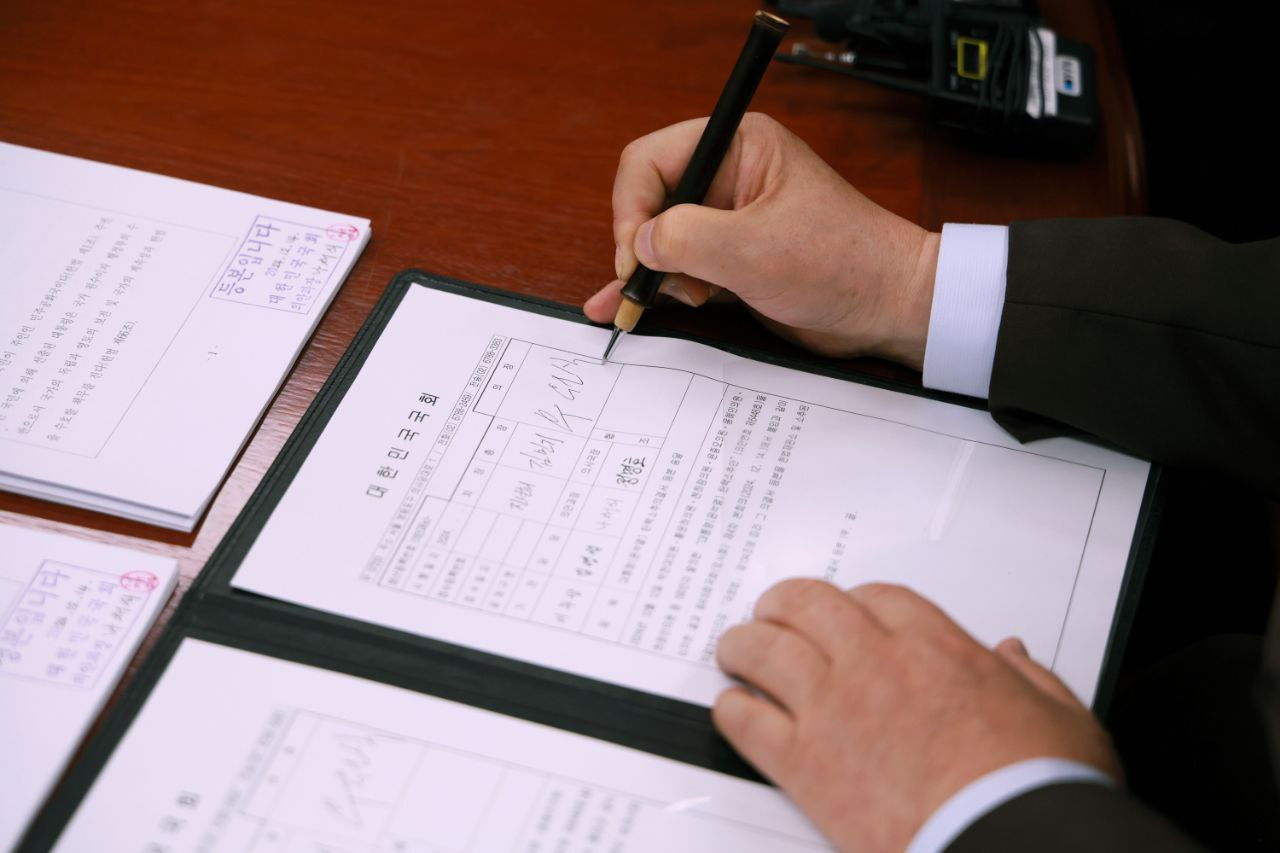
議長禹元植簽署批准彈劾尹錫悅

在野黨之一的共同民主黨在戒嚴令解除後，在國會召開緊急議員大會，批評尹錫悅宣佈戒嚴明顯違反憲法，沒有遵守任何要求，違憲違法，是嚴重的內亂行為，也完全构成彈劾的理由。韓國國民與共同民主党不會無視尹錫悅蹂躪憲法及民主之罪行，如果尹錫悅總統不立即下臺，共同民主黨將顺应民意，立即發起彈劾程。共同民主黨首席發言人趙承來表示，共同民主黨將以內亂罪控告主要參與者，并弹劾尹锡悦。12月4日下午，韩国6个在野党联合向国会提交弹劾尹锡悦动议。预计弹劾案将在同月5日正式向国会报告，投票表决必須在法案提出後72小時內即6日或7日進行。据韩国民调机构“真实计量器”调查显示73.6%的韩国民众赞成弹劾尹锡悦。
12月12日上午，尹錫悅突然發表關於戒嚴令的談話，為戒嚴令自我辯護。他表示，下令戒嚴根本不是內亂罪，是為了讓人民了解在野黨如何令國家職能崩潰，自己動用戒嚴令是為了守護國家。他還表示，自己面對彈劾或調查將力抗到底。國民力量黨黨魁韓東勳聽完後則表示，尹已經不能再擔任總統，該黨將盡快開除尹的黨籍並支持彈劾。最終12月14日尹錫悅彈劾案通過，尹錫悅被停職。但是尹锡悦连续拒绝法院的传唤。2025年1月14日，韓國憲法法院就尹錫悅方對彈劾案提出的法官迴避申請召開會議，裁決駁回申請、依原訂在下午2時舉行總統彈劾案首次庭審辯論。在尹錫悅未出席狀況下，法庭僅4分鐘就結束第一次辯論。
2025年1月15日，韩国高级公职者犯罪调查处和大批警察到达总统官邸，利用鋼絲鉗及梯子越過路障。当天10时33分，尹锡悦被正式逮捕，其后乘坐警卫车辆被押送前往公调处接受審問。尹錫悅被捕翌日，其律師團隊向首爾中央地方監察廳控告公調處處長吳東運和警察廳國家偵察本部長禹鐘壽涉嫌發動內亂。在1月16日，尹錫悅繼續缺席第二次彈劾案庭審辯論，其代理律師裴真漢在法庭上主張實施戒嚴是因為「國會選舉舞弊」。经逮捕必要性审查，首尔西部地方法院法官车恩京於2025年1月19日正式对尹锡悦进行签发逮捕令。
尹錫悅之後在1月21日首次出席彈劾案庭審，他在庭上否認於戒嚴期間下令拘捕國會議員。而金龍顯在第四場庭審出庭作證時否認尹錫悦曾命其抓捕議員，又稱他曾「提議動員所有首爾軍方人員執行戒嚴，惟遭尹錫悦否決」。第五至第八場庭審則傳召證人提供關鍵證詞，南韓國情院次長洪長元表示尹錫悦曾在電話中下令要拘捕政界人士，陸軍特戰司令郭種根指證尹錫悅在戒嚴當晚電話指示封鎖國會並將表決解除戒嚴決議的議員「拉出」國會；總統秘書室秘書樸春燮則在作證時為尹錫悅作了辯護。之後尹錫悅缺席第九場庭審；又在第十場庭審正式開始前突然退席。
2月25日下午，憲法法庭就彈劾案舉行最後一場庭審，聽取尹錫悅和國會彈劾委員團團長、法制司法委員會委員長鄭清來的最後陳述。國會方面指責尹錫悅執行違憲的戒嚴令、蹂躪國會和入侵選舉管理委員會、試圖逮捕拘禁多名政治人士，認為「為了民主和國家發展，必須罷免尹錫悅」。尹錫悅方面則表示實施戒嚴「絕不是為了我個人的利益」，聲稱包括「北韓在內的外部勢力，以及國內的反國家分子正在聯手威脅國家安全與主權」，重申戒嚴的「必要性和合法性」，並表示「緊急戒嚴是為了克服國家危機，是總統行使合法權限」。3月7日，首爾中央地方法院裁定對尹錫悅的拘押時間超過了法律限制，要求立即釋放尹錫悅；尹錫悅在3月8日從首尔看守所獲釋，韓國檢方決定不上訴，而尹錫悅將在非羈押狀態下繼續受審。
在距離最後一場辯論結束38日後，憲法法庭於2025年4月4日上午就彈劾案作出宣判；在正式宣判前，尹錫悅的代表律師指考慮到社會秩序、警衛問題等，決定留在總統官邸觀看裁決直播，只有代表團出庭；此外，韓國警方也在首爾投入1.4萬人警力、對憲法法院方圓150米的區域採取清空措施，禁止在該區域內的示威遊行。法院裁定，尹錫悅宣布戒嚴違反戒嚴法、尹錫悅發動戒嚴出動軍人進入國會違反憲法、逮捕政治界人士違法，侵害國民基本人權；法院同時也認為尹違反憲法規定的軍隊統帥義務、侵犯國會議員審議表決權及不逮捕特權，構成彈劾理由，憲法法院法官文炯培在判決中表示「國會行使彈劾權與預算審議等職權，無法認定在戒嚴宣布當時、實際造成重大危機狀況」，補充說「即使國會行使權限時違法或不當，被彈劾人（尹錫悅）也可以透過其他合法手段加以因應，因此無法把行使國家緊急權正當化」，認為戒嚴沒有經過實質審議便被執行。參加彈劾案表決的8名法官全員同意罷免尹錫悅，宣佈彈劾案立即生效、尹錫悅喪失總統職務。自此，尹錫悅成為繼朴槿惠後，第2位被彈劾下台的韓國總統。

### 二度戒嚴疑慮
12月6日，韓國軍事人權中心（CMHRK）在記者會披露，南韓陸軍各單位依照上級單位指示，於4日中午左右發布「士兵正常執行出勤」的指導意見，但連長以上指揮官被下達在12月8日前限制休假的指示，因為8日前可能會有對指揮官進行緊急召集行動，由於休假限制期在彈劾動議後翌日結束，且相關限制僅針對陸軍，懷疑這些事態發展表明正在為第二次戒嚴做準備。且其他軍事單位沒有限制休假，但駐當地高層外出受到控制。有指在戒嚴措施實施後，人員進入軍事單位時需要搜查汽車車尾箱，一改往常慣例。韓聯社引述多名軍方官員表示韓國軍事人權中心說法毫無根據。在陸軍層面，還沒有發布任何指導方針來控制士兵的出勤和休假，包括連長以上級別的指揮官。任何級別單位都沒有採取到任何加強安全或準備的措施。
12月6日，代理韩国国防部长职务的国防部次長金善镐记者会上表态称，即便第二次戒严命令下达，国防部和联合参谋本部也将拒不执行。國防部和联合参谋本部官員也在同日新聞發布會上回應了軍事人權中心提出的二次戒嚴準備的懷疑，稱不會二次戒嚴。陆军特战司令郭种根中將強調不會出現第二次戒嚴，即使發出這樣的命令也将拒不执行。同日14时，韩国国会再度被全面管制，国会议员及职员一律禁止出入。有消息称尹锡悦会访问国会，不过之后尹锡悦否认访问国会的消息，国会议长禹元植也要求总统暂缓访问。當日下午，国防部似乎接受了軍事人權中心的擔憂，如果曾指示向国会和选举管理委员会出兵的三名戒严军指挥官繼續留任該部隊，可能會再次嘗試實施戒嚴，決定將其停职，並安排他們在其他部隊待命。
12月7日10时，尹锡悦於首尔龍山總統室发表“对国民谈话”，就发动戒严致歉，同時也强调了绝不会有第二次戒严。

## 民間影響
戒严消息公布后，韓圓兌美元匯率與韓國相關的交易所交易基金價格大幅下跌，市場受不確定性影響情緒波動。韓圓兑美元汇率跌至1430.82:1，當日跌幅達1.9%，創下两年零二个月以来的最低值。12月4日南韓副總理兼企劃財政部長崔相穆，緊急致函給美國、日本、中國大陸等主要國家的財長、國際機構、金融機構、投資人與全球信用評級機構，強調戒严依法依序進行，不會有衝擊。崔相穆再次強調韓股正常開盤，並透露韓國央行將召開緊急會議，計劃提供「無限」以穩定市場。但加拿大皇家銀行資本市場的策略師艾斯特拉達則說：「這件事讓市場猝不及防且造成現金的流動性緊張，以及南韓若遭川普對中國大陸的關稅戰波及，則投資信心很難在短期內回歸」。荷蘭國際集團經濟學家分析評論說：「戒嚴令雖已解除，可是這起事件對經濟與政治前景添加了更多不確定因素」。大型財團如三星、SK、LG等主要企业也迅速召开紧急会议應變。

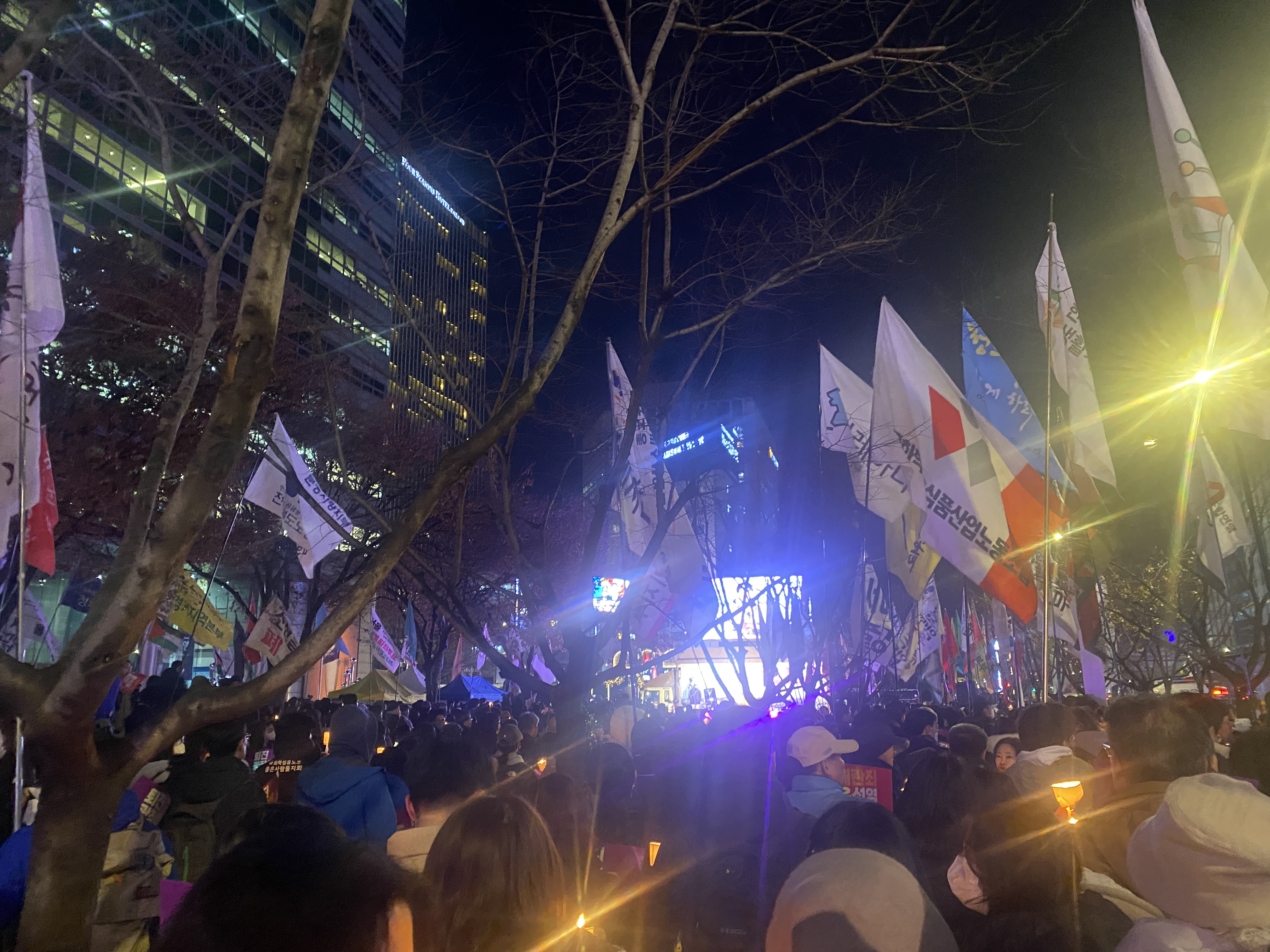
2024年12月5日，在光化門附近的抗議活動

共同民主黨在國會前發起集會，民眾在此聚集要求彈劾尹錫悅。
南韓兩大工會組織之一全國民主勞動組合總聯盟在宣佈戒嚴後向工會成員發緊急通知，表示在野黨國會議員正在前往國會，但難以進入國會，希望所有成員儘可能在國會正門聚集，形容尹錫悅為了延長被逼到懸崖邊的政治生命，選擇戒嚴這種非理性、反民主的方法，國民不會原諒的，實施戒嚴最終只會讓尹錫悅政權終結。同时工会在声明中表示，员工将进行无限期的总罢工，直到尹政府下台。旗下的金屬工會亦發宣告表示，尹錫悅時隔45年宣佈的戒嚴是違憲的暴舉，呼籲成員站出來抵抗；以及公共運輸工會宣布，將繼續在12月5至6日對宣佈戒嚴的政權進行罷工，不會屈服於沒有根據的戒嚴，根據《韩國憲法》第77條，緊急戒嚴只有在戰時等極端情況下才會出現，尹錫悅的決定是嚴重威脅憲法價值和民主基本原則的行為，正在引起國民的不安與混亂。
另一個南韓兩大工會組織之韩国劳动组合总联盟表示，所有國民面對戒嚴都感到難以置信與荒唐，批評尹錫悅的行為已無法挽回，工會將毫不猶豫地走上捍衛大韓民國民主的道路。部分韩国法律界人士认为，尹锡悦发布之戒严令不符合韩国宪法第77条及韩国戒严法之相关规定，该戒严令本身违法违宪，尹锡悦有被弹劾的正当理由。

## 各界反應

### 韓國國內

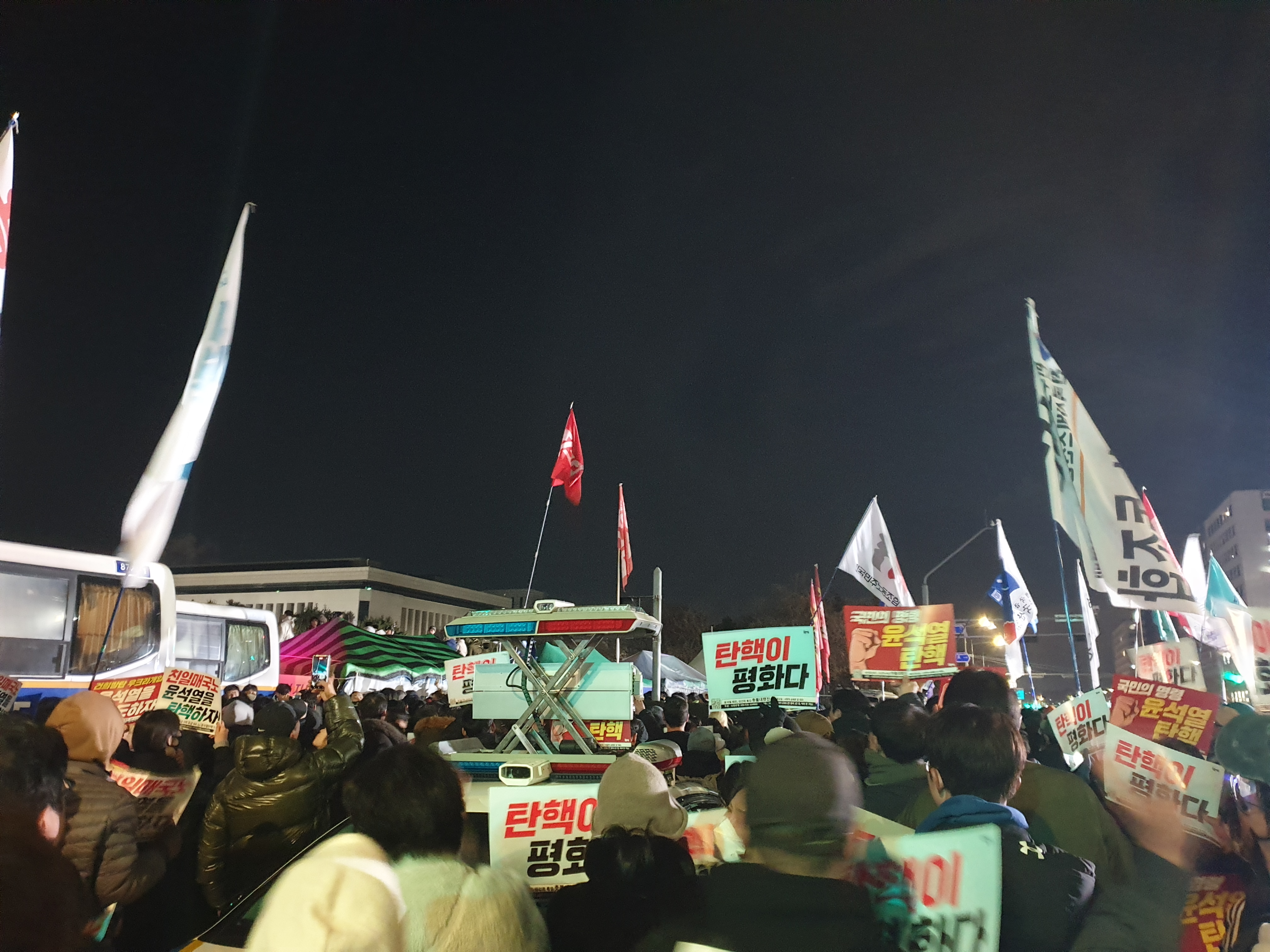
韩国民众针对此次戒严令发起2024年韩国抗议活动

尹錫悅宣布戒嚴後，其所屬的執政黨国民力量黨代表韓東勳表示反对，称“总统的戒严宣言是错误的，我们将和人民一起阻止它”。12月6日，韩东勋表示，已确认总统尹锡悦在发动戒严时曾下令以“反国家势力”为名逮捕多名韩国主要政治人物，韩东勋表示须尽快让尹锡悦停止总统职务，否则韩国可能再次出现戒严等极端情况。
在野黨、國會最大黨共同民主党黨代表李在明称尹錫悅宣佈戒嚴非法且违宪。他還表示本以为这是由深度伪造技術制造的假事件，沒想到這居然會是現實。共同民主黨籍的前總統文在寅在Facebook表示，「大韓民國的民主正處於水深火熱之中，希望國會可以盡快展開行動，保護我們正在崩潰的民主制度」、「呼籲全體國民可以團結守護民主，為國會的正常運作提供力量」。
國民力量黨籍的首爾市長吳世勳就戒嚴令回應表示，反對戒嚴令、必須撤銷戒嚴令，作為市長，將盡全力保護市民的日常生活。同為國民力量黨籍的釜山市長朴亨埈表示，戒嚴應立即撤銷，大韓民國民主是靠國民的鮮血和汗水實現，國民一直守護的民主絕對不能倒退，在任何情況下都不應該有暴力，也不能給國民的生活帶來任何不安和不便。
光州市議會、5個區長、民間社會代表、大學校長凌晨在光州市政府召開聯席會議，決議宣佈違憲的戒嚴無效，根據國會的決議立即解除，強調軍警應該在國民一邊保護公民，公職人員將盡最大努力保護公民的安全日常生活。共同民主黨籍的全羅南道知事金瑛錄表示，80年代之前爭取民主化的運動（此事同样是戒严令所引起且发生在光州）極為慘烈，指南韓不能退回到軍事獨裁時期，目前的情況亦不符合憲法中戒嚴要求，應該立即撤銷戒嚴令。共同民主党仁川市党部批评稱，宣佈戒嚴开启了“尹錫悅独裁时代”。
韩国所有主要报纸一致谴责总统尹錫悅，并呼吁逮捕他，称戒严是非法的，这是企图重演20世纪80年代的残酷政变。与此同时，众多韩国明星也严厉谴责尹。韩国男子组合Monsta X成员I.M在KBS电台节目《Kiss the Radio》上宣布了与戒严有关的突发新闻，听众反应惊讶。一位评论者指出，“我从没想过我会听到K-pop偶像宣布戒严的消息”。资深艺人郑埻夏在自媒体频道录像中得知戒严消息，一时慌张；由于他出生于1971年，故在直播中提到儿时经历戒严的场景。

### 北韓媒體
北韓官媒在事發後未有即時報導此事件，直至12月11日，即事隔8天後，朝鲜中央通讯社及《勞動新聞》才首次报道戒严事件。朝中社指尹锡悦“傀儡”为逃避最严重的权力危机而宣布戒严，毫不犹豫地将法西斯独裁政权的枪剑扔向人民，导致整个国家动荡不安。《勞動新聞》的报道中亦有附上韩国民众在国会前抗议的相片。

### 國際社會
多個国家或地区的外務部門發佈公告，敦促其在韓公民保持警惕，留意當地政府政府通知，避免參與示威活動。
中华人民共和国外交部发言人林剑表示，中方对于韩国内政，不予评论，中方在朝鲜半岛问题上的立场没有变化。外交部发言人毛宁再次回應表示，韩国发生的事情是韩国的内政，对此不作评论，对于中韩关系，中方的立场是一贯的。后来尹锡悦在解释发布戒严令原因的谈话中提到两位中国公民涉嫌从事间谍活动案件，一位偷拍釜山港美国航母，一位偷拍韩国情报部门总部的案件；对此中國外交部發言人毛寧表示，中方注意到有關情況，對韓方上述言論深感意外和不滿。中方對韓國內政不作評論，但堅決反對韓方將內政問題同涉華因素相關聯、炒作莫須有的所謂中國間諜、抹黑正常經貿合作，這不利於中韓關係健康穩定發展。中方再次敦促韓方公正處理涉中國公民案件，及時向中方通報案件處理情況，切實保障涉事中國公民的安全與合法權益。
中華民國立法院民進黨黨團在Threads發文稱“南韓國會被親北韓勢力操控，南韓總統尹錫悅為守護自由憲政體制，緊急宣布全國戒嚴”，並暗指台灣的政治局勢與韓國相仿，不久後刪除。此言論随后被解讀為支持戒嚴而在南韓被廣泛報導並引發台灣主要在野黨的抨擊：中國國民黨批評民進黨借題發揮，立委羅智強稱需請總統說明發文原因；台灣民眾黨立委黃珊珊則批評執政黨黨團看待反對黨的方式。隨後，台灣綠黨、台灣基進、時代力量也發文譴責並呼籲不要把台灣類比南韓，來鼓吹「挺戒嚴」。
戒嚴導致南韓的多項外交活動被取消或推遲。瑞典首相乌尔夫·克里斯特松原定于12月5日至7日的访韩行程被推迟。原定于12月中旬访韩的日本前首相菅义伟等日韩议员联盟干部决定取消访问。日本首相石破茂对原定于1月的访韩行程，表示当前情况还不能确定。有日本外务省官员表示暂时很难推进对韩外交。美国国防部宣布推迟原定于12月4日至5日在华盛顿特区举行的韩美核咨商小组（NCG）第四次会议及首次兵棋推演。韩国驻华大使馆宣布取消原定于10日举行的驻华大使郑在浩离任仪式。
澳洲政府消息人士告訴澳洲廣播公司，坎培拉和首爾的澳洲官員一致認為，如果韓國出現任何民主倒退，這將成為澳洲的「主要擔憂」。英國外交部印太事務政務次官衛倩婷呼籲按照當地憲法和法律，以和平方式解決相關事件。德國外交部在X上表示，「民主必須獲勝」。在尹錫悅宣佈解嚴後，美國白宮發言人表示對尹錫悅解除戒嚴感到欣慰，並重申民主是美韓聯盟的基礎。

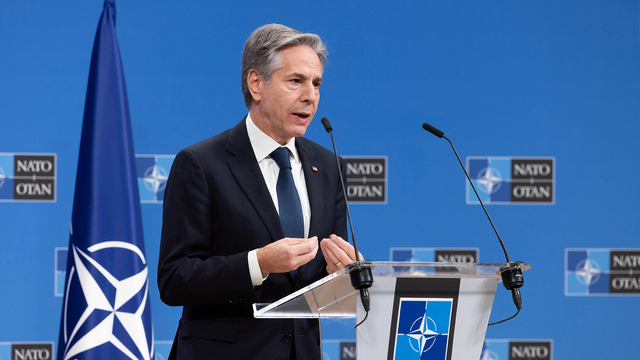
美國國務卿布林肯表示密切關注南韓的局勢發展，又呼籲政治分歧應該使用法治、和平的方式解決

美国白宫与美国国务院均表示，在尹锡悦宣布戒严之前，未收到韓方的提前通报。美国国防部发言人称，美军与韩军间保持联系，戒嚴期間沒有收到韓方需要有关帮助的请求。白宮發言人韋丹·帕特爾回應稱，「尹錫悅評估戒嚴對於保護國家免受親朝鮮勢力的侵害是必要的，但美國不應該就當前事件得出此類結論。我們希望這些政治爭端能夠遵循法治和平解決，而在立法機構中進行這類投票，符合這樣的原則」。副國務卿康貝爾表示，美國總統、國家安全顧問以及國務卿已經接獲事態簡報，也不斷對局勢的發展進行評估。並強調，美國與韓國的聯盟堅如磐石，美國會在這個不確定的時刻堅定地支持韓國，指美國高度期盼任何政治爭端都能按照法治和平解決。康貝爾於12月4日表示，「尹總統嚴重誤判」， 認為「以前戒嚴經歷的記憶在韓國產生了深刻而負面的共鳴」，儘管政治兩極分化，但韓國政治雙方都同意有關舉動是「極有問題的」，他肯定南韓民主力量；他也指美國外長、財長等與南韓總統室合作的人士對尹錫悅的舉動「深感驚訝」。其後，美國副國務卿坎貝爾說，未來幾個月，韓國將處於一個充滿挑戰的地位，美國的目標是明確其與首爾的聯盟是絕對堅如磐石的。

### 海外传媒
中国大陆新华社将事件与45年前“臭名昭著的‘双十二政变’”相提并论，并与电影《首爾之春》情节作类比，形容本次戒严为“首尔之冬”和“闹剧”。《新民晚报》评价尹锡悦此举是韩国版“冲冠一怒为红颜”。复旦大学国际政治系教授沈逸嘲讽其为“戏剧化的演出”，并暗讽西方式民主的失败。
《香港01》描述此事件為「史上最笨拙的政變」。香港大學韓國研究課程高級講師Paul Cha推測，尹選擇於深夜頒布戒嚴令，是參考了韓國以往的軍事政變。以往的政變大多在深夜發動，及後由政變軍隊控制街道與媒體，甚至主要政府建築。惟由於是次事件中，國會議員在戒嚴令頒布後立即動員前往國會表決反對，因此未能成功。
台灣《聯合新聞網》旗下的《轉角國際》专栏推測，戒嚴令的公佈與尹錫悅遇到的政治壓力有關，尹錫悅「以北韓當藉口，將整治目標對準在野的共同民主党」。中華民國空軍前軍官陳尚勇投書《自由時報》稱，這次事件表明軍隊國家化的重要。
美国《外交政策》雜誌，以及多位歐美學者均定義事件為一場自我政变。CNN稱讚韓國民主的堅強，但也表示雖然歷史教訓深刻，仍時常有醜聞。
英國BBC報道有韓國居民以此事與2021年緬甸軍事政變比較。BBC亦以2021年美國国会山骚乱比較，並引用專家指就韓國國情而言，尹錫悅宣佈戒嚴帶來的後果比美國更嚴重，但他害怕自己將如朴槿惠般因濫權和貪腐罪被起訴判入獄，而孤注一擲宣佈戒嚴令。天空新闻台表示，據初步觀察所得，大韓民國國軍並未準備好這次戒嚴，認為此次是尹錫悅單方面的行動。而《經濟學人》雜誌形容這次事件是一場憲政危機。
卡塔尔半岛电视台則刊登了韓國統一部顧問、延世大學客席教授奉英植的分析，他認為，戒嚴應只在戰爭等最緊急的事態下才宣佈，尹錫悅此舉徒會為自己被彈劾下台鋪路。

### 事件相关
- 2024年韓國戒嚴時間軸
- 尹錫悅彈劾案
- 尹錫悅政府
- 韩悳洙弹劾案
- 南北共同聯絡鐵公路炸毀事件

### 其他韩国戒严
- 五一六軍事政變、十月维新：朴正熙发动的政变
- 雙十二政變、5·17緊急戒嚴：全斗焕发动的政变
- 清明计划：盧泰愚时期保安司镇压反对派的计划
- 國軍機務司令部戒嚴令準備事件：反朴槿惠示威期间的戒严计划

### 其他军队冲击国会事件
- 1993年俄罗斯宪政危机
- 中華民國第二屆國會

## 延伸閱讀
- 국회 '비상 계엄 해제 요구안 가결' ...국회의장 "계엄령 선포는 무효됐다" / SBS 뉴스 / Youtube（页面存档备份，存于）